# پادشاه سون

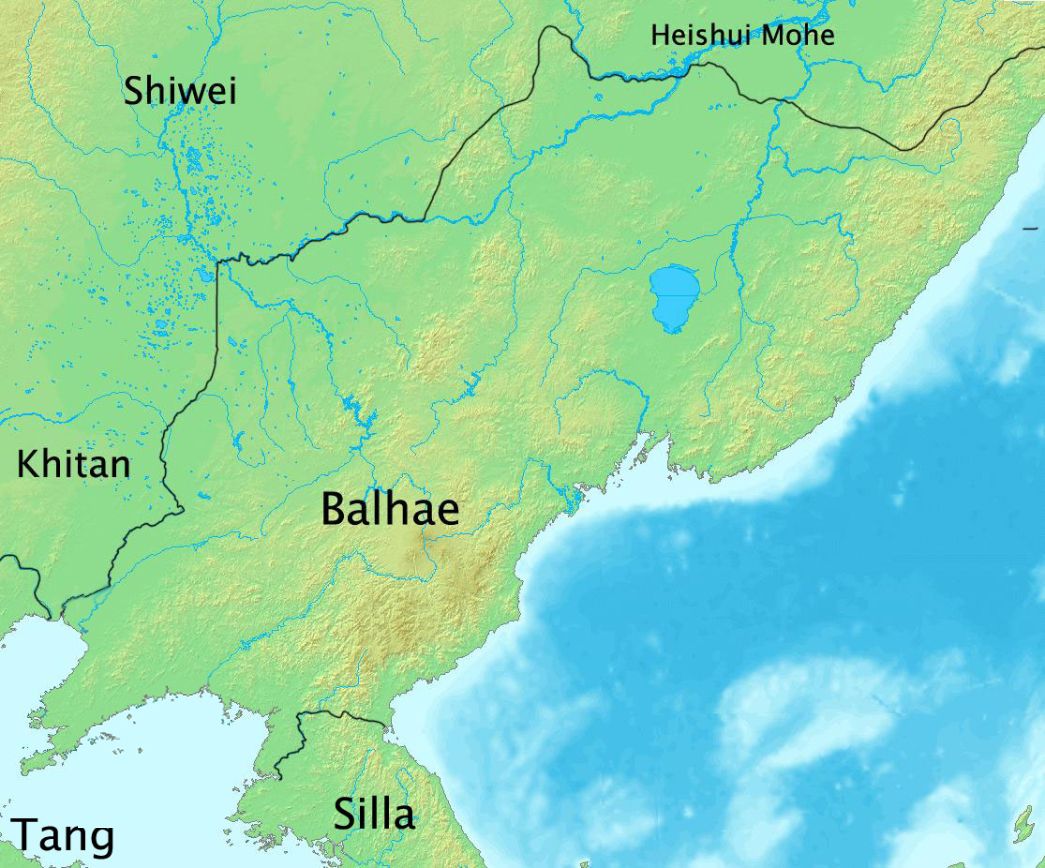
سون از بالهایی

سون از بالهه یا ده این سو (حکومت ۸۱۸ تا ۸۳۰) دهمین پادشاه بالهایی بود. او چهارمین نسل از برادر دائه جویونگ به نام دائه یا بال بود. وی در سال ۸۳۰ میلادی درگذشت و بعد از او دائه ایجین به پادشاهی رسید.سون پادشاه قدرتمندی بود که قبایل و کشور های زیادی را تصرف و تحت سلطه خو در آورد.